# Piaractus brachypomus

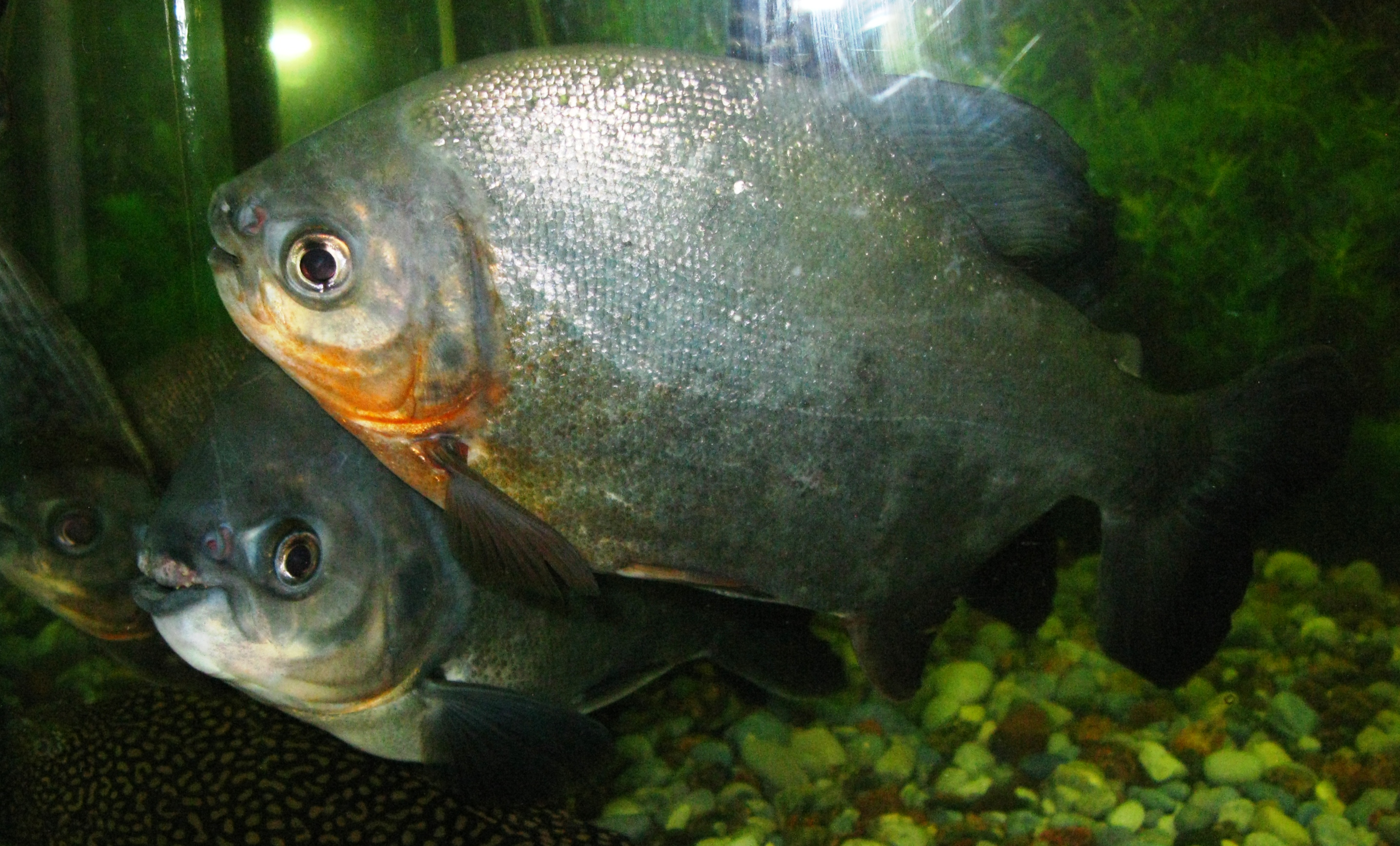
Jungfische

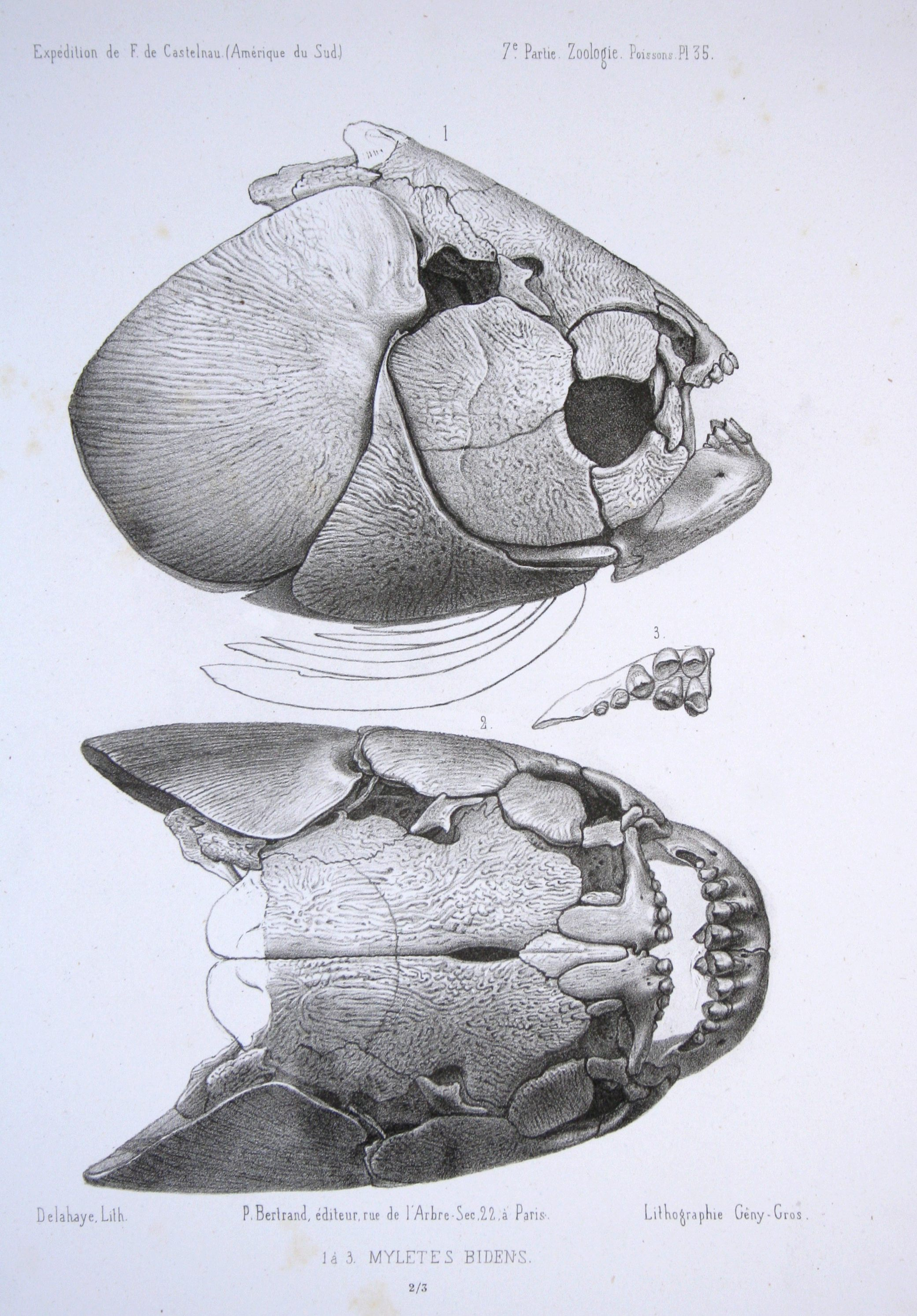
Schädelpartie von Piaractus brachypomus

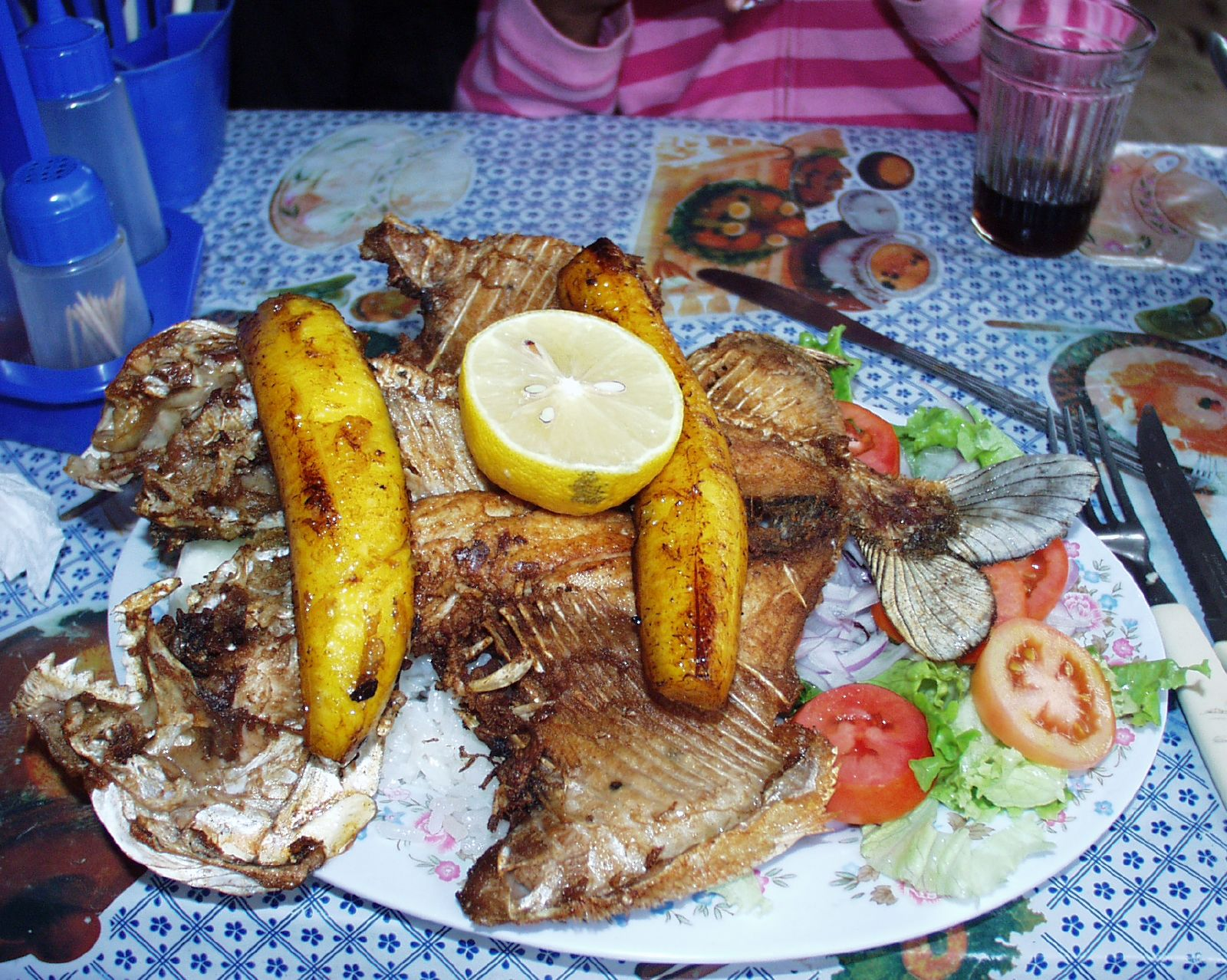
Zubereiteter Piaractus brachypomus

Piaractus brachypomus, deutsch Gamitana-Scheibensalmler oder Riesenpacu, portugiesisch Pirapatinga oder Caranha, spanisch Cachama, englisch Red-Bellied Pacu, ist eine große Sägesalmler-Art aus dem tropischen Südamerika.
Die Art wurde von Cuvier 1818 als Myletes brachypomus erstbeschrieben und war früher auf Grund der engen Verwandtschaft mit dem Schwarzen Pacu (Colossoma macropomum) der Gattung Colossoma zugeordnet.

## Begriffsbestimmung
Pacú ist ein Begriff der indigenen Völker der Amazonas-Region. Es fallen mehrere Fischarten unter diese Bezeichnung. Pacus im engeren Sinne sind die Fischgattungen Metynnis, Mylossoma und Myleus. Die Gattung Piaractus ist mit ihren beiden Arten, dem hier beschriebenen Riesenpacu und dem Paraná-Pacu (Piaractus mesopotamicus; diese Spezies bewohnt das Flusssystem des Rio Paraná), vertreten.

## Verbreitung
Piaractus brachypomus kommt überwiegend im Amazonas und Orinoco vor. Ursprünglich trat die Spezies in Brasilien, Kolumbien, Bolivien, Peru, Venezuela, Argentinien und Uruguay auf. Infolge von Besatzmaßnahmen wurde sie auch in den USA, Kanada, China, Myanmar, Papua-Neuguinea und Taiwan eingeführt.

## Beschreibung
Piaractus brachypomus besitzt eine kompakte, seitlich komprimierte Körperform. Die Beschuppung besteht aus zahlreichen kleinen Rundschuppen. Die Anzahl der Schuppen auf der abwärts gekrümmten Seitenlinie beträgt 70–89. Am Bauchkiel befinden sich die sägesalmlertypischen Abdominalzähne (Serrae). Die Anzahl Ventralschuppen beträgt 46–63 (Machado-Allison, 1982). Jungtiere zeigen noch eine gefleckte Körperfärbung, adulte Tiere variieren in der Färbung von schmutzig weißlich blau bis nahezu stahlblau und entwickeln eine dunkle Rückenpartie und eine rote bis orange Bauchseite. Die Afterflosse ist lang, eine Fettflosse ist vorhanden, kann aber bei adulten Tieren reduziert sein oder fast völlig fehlen. Während Piranhas spitze, rasiermesserscharfe Zähne in einem ausgeprägten Unterbiss haben, weisen Riesenpacus kompaktere, eckige Molarzähne mit einem leichten Überbiss aus. Der Unterkiefer wird von einer fleischigen Unterlippe verdeckt. Riesenpacus werden sehr viel größer als Piranhas; sie erreichen Längen von 80 bis 90 cm bei einem Gewicht von etwa 20 Kilogramm. Ein bei Tamarac in Florida gefangener Fisch wog 24,95 Kilogramm. Die Tiere können bis zu 28 Jahre alt werden.

### Unterschiede zwischenPiaractus brachypomusundColossoma macroponum
Piaractus brachypomus und Colossoma macropomum bewohnen den gleichen Lebensraum und können leicht miteinander verwechselt werden. Der Habitus beider Arten ist sehr ähnlich. Während Colossoma macroponum häufig schwarze Flecken auf der Bauchunterseite aufweist, ist sie bei Piaractus brachypomus rötlich gefärbt. Die beiden Arten und ihre Hybriden können eindeutig anhand ihres Karyotyps voneinander differenziert werden.

## Lebensweise
Jungtiere imitieren die Verhaltensweisen von Natterers Sägesalmler (Pygocentrus nattereri),  um potentielle Fressfeinde durch Mimikry abzuschrecken. Während der Regenzeit wandern die Fische in die Überschwemmungswälder ein. Sie bewohnen überwiegend Flüsse mit langsam fließendem Wasser und Seen mit einem pH-Wert zwischen 4,8 und 6,8 sowie Wassertemperaturen zwischen 23 und 28 °C. Milchner (Männchen) werden mit drei Jahren und Rogner (Weibchen) mit vier Jahren geschlechtsreif. In ihrem natürlichen Habitat laichen die Fische bei Wassertemperaturen von 26 °C ab und produzieren eine halbe bis eine Million Eier.
Im Río Caura (einem Nebenfluss des Orinoco) in Venezuela ernährt sich Piaractus brachypomus von Früchten und Samen von über 100 Pflanzen. Der Lebenszyklus der Fischart ist an den Wasserstand der Gewässer gebunden. Während der Hochwassermonate und dem großen Nahrungsangebot durch ins Wasser fallende Früchte und Samen gewinnt Piaractus brachypomus Fettreserven, von denen er während der nahrungsarmen Trockenzeit zehrt. Während der Überschwemmungszeit findet man die Fische in den überfluteten Wäldern und während der Trockenzeit überwiegend an Flussmündungen und schneller fließenden Gewässerabschnitten mit Klarwasser. Teilweise ziehen sich die Fische in dieser Zeit auch in den Hauptstrom des Orinoco zurück. Zusammen mit Colossoma spielt Piaractus brachypomus eine entscheidende Rolle bei der Verbreitung von Samen im überfluteten Regenwald.

### Ernährung
Das außerordentlich kräftige Gebiss von Piaractus brachypomus ist an das Aufknacken von Nüssen angepasst, kann aber bei unsachgemäßer Handhabung mit dem Fisch zu schweren Verletzungen führen. Piaractus brachypomus ernährt sich überwiegend von Nüssen und Früchten (z. B. Samen des Gummibaumes Hevea ssp.), die in den Überschwemmungswäldern von Bäumen herabfallen. Geräusche von herabfallenden Samen und Früchten locken Pacus an. Jungfische ernähren sich noch von Insekten, Blättern und verrotteten Pflanzenteilen.

## Wirtschaftliche Bedeutung
Piaractus brachypomus ist in Amazonien ein bedeutender Speisefisch mit sehr wohlschmeckendem Fleisch. Aktuell (Stand 2012) ist er stark von Überfischung betroffen. Pacus werden weltweit in Warmwasser-Aquakulturen gehalten. Sie eignen sich sehr gut für die Teichhaltung in Becken mit niedrigem Sauerstoffgehalt und haben geringe Ansprüche an den Proteingehalt des Futters. 
In Hawaii wurden Untersuchungen zu Polykulturen von Piaractus brachypomus und anderen Arten wie der Welsart Clarius fuscus durchgeführt. Piaractus brachypomus zeichnet sich in der Aquakultur durch schnelles Wachstum, gute Futterverwertung (Futter mit hohem Kohlenhydrat und geringem Proteinanteil), Toleranz gegenüber schlechter Wasserqualität aus. Außerdem kann er in hohen Besatzdichten gehalten werden. Die höchsten Biomasse-Erträge zeigten sich in Polykultur mit den Welsen. Da beide Arten das Futter unterschiedlich verwerten, sanken die Futterstückkosten bei einer gesteigerten Effizienz. Die Tageszeit der Fütterung hatte ebenfalls einen Effekt auf die Gewichtszunahme, wobei eine nächtliche Fütterung die größte Zunahme ergab. Erklärt wird dieses Ergebnis dadurch, dass der Energieverbrauch bei Nacht geringer ist, als tagsüber. Man fand heraus, dass Piaractus brachypomus seine größte Aktivität während der Dämmerung und tagsüber eine Akrophase mit verringerter Nahrungsaufnahme zeigt.
Im peruanischen Amazonas werden Pacus häufig in Käfigen in der Nähe von Hausbooten gehalten. Darüber hinaus ist er aufgrund seines hohen Gewichts und seines Kampfverhaltens ein beliebter Sportfisch für Fliegenfischer und wird in vielen Angelteichen Brasiliens und Kolumbiens eingesetzt. Aufgrund seiner Anfälligkeit gegenüber Wasserverschmutzung kann Piaractus brachypomus auch als Bioindikator bei Cadmiumverseuchung von Flüssen dienen, wie es in Kolumbien bereits praktiziert wird. Piaractus brachypomus eignen sich gut für die Aquarienhaltung, wo sie z. T. hohe Handelspreise erzielen.

## Aquarienfisch
Kleinere Exemplare von Piaractus brachypomus können bei Wassertemperaturen von 24 bis 27 °C beispielsweise in Gemeinschaft mit Hypostomus plecostomus oder Osteoglossum bicirrhosum in Aquarien gehalten werden. Sie können in Gefangenschaft fünf bis 15 Jahre alt werden.

## Piaractus brachypomusals Neozoon
Mittlerweile (Stand 2012) wurde Piaractus brachypomus in 16 Bundesstaaten der USA eingeschleppt, wo er sich bei warmen Temperaturen schon weit verbreitet hat. Die US Aquatic Nuisance Species (ANS) Task Force fordert Aquarienbesitzer auf, die Tiere nicht mehr in die freie Natur auszusetzen, sondern sie an die entsprechenden Händler zurückzugeben. In Papua-Neuguinea wurde diese Spezies im Rahmen des FAO-Programms Fishaid 1994 in den Sepik River und 1997 in den Ramu River eingesetzt, um die Eiweißversorgung der dortigen Bevölkerung zu verbessern. Die ursprünglich pflanzenfressende Fischart verursachte im Flusssystem ökologische Schäden an der lokalen Tier- und Pflanzenwelt, so reduzierte sich z. B. der Bestand der Tilapia-Buntbarsche und diverser Wasserpflanzenarten im Sepik River. Die eingeführten Piaractus brachypomus zeigten im Laufe ihrer Ausbreitung im neuen Ökosystem verstärkt carnivore Ernährungsweisen. Weiterhin kam es sogar zu Unfällen bei Schwimmern, die von großen Exemplaren von Piaractus brachypomus gebissen wurden. Bei der einheimischen Bevölkerung trägt der Fisch den Beinamen „Ball Cutter“ („Hodenabschneider“, in deutschen Pressemeldungen „Hodenbeißer“). Auch in anderen Ländern wurden sie eingeführt, wo sie häufig mit den verwandten Piranhas verwechselt werden. Sogar in Kroatien wurden schon Fische dieser Art gefangen. Auch in der Ostsee sollen vor der polnischen Küste und vor Kopenhagen bereits Exemplare beobachtet oder gefangen sein.